# 窈窕奶爸
《肥媽先生》（英語：Mrs. Doubtfire）是1993年美國的一部喜劇電影。導演是克里斯·哥倫布。由羅賓·威廉斯和莎莉·菲爾德主演。羅賓·威廉斯在這部電影中飾演一位近60歲的老婦，得到了奧斯卡最佳化妝獎。

## 外部連結
- 互联网电影数据库（IMDb）上《窈窕奶爸》的资料（英文）
- TCM电影资料库上《窈窕奶爸》的资料（英文）
- AllMovie上《窈窕奶爸》的资料（英文）
- Box Office Mojo上《Mrs. Doubtfire》的資料（英文）
- 爛番茄上《窈窕奶爸》的資料（英文）
- Metacritic上《窈窕奶爸》的資料（英文）